# Alec Pantaleo

Zawodnik Michigan Wolverines

Alec William Pantaleo (ur. 9 lipca 1996) – amerykański zapaśnik walczący w stylu wolnym. Złoty medalista mistrzostw panamerykańskich w 2021 i 2024. Pierwszy w Pucharze Świata w 2022 roku.
Zawodnik Plymouth-Canton Educational Park w Canton z Hrabstwa Wayne i University of Michigan. Trzy razy All-American (2016, 2018, 2019) w NCAA Division I, trzeci w 2019; piąty w 2018 i szósty w 2016 roku.